# Düz Bilici
Düz Bilici è un comune dell'Azerbaigian situato nel distretto di Şabran. 